# Grigore Novac
Grigore Novac (n. 6 februarie 1983, Sălcuța, Căușeni) este un jurist și om politic din Republica Moldova, care din decembrie 2014 este deputat în Parlamentul Republicii Moldova în cadrul fracțiunii Partidului Socialiștilor din Republica Moldova (PSRM).
La alegerile parlamentare din 30 noiembrie 2014 din Republica Moldova a candidat la funcția de deputat de pe locul 23 în lista candidaților PSRM.
În anii 2011-2013 a fost jurist la Fundația de Binefacere “Soluția”, iar între 2013 – 2014 jurist al PSRM.